# Sędziszowa
Sędziszowa (německy Röversdorf) je obec v polském Dolnoslezském vojvodství. Nachází se v okrese Złotoryja a je součástí gminy Świerzawa.

## Geografie
Vesnická zástavba Sędziszowé, protažená v délce téměř 3,5 km podél řeky Kačavy (Kaczawa) a místní silnice, vedoucí ze Świerzawy do Nowého Kościóła, má charakter lesní lánové vsi (polsky łańcuchówka), což je typ vesnice, jaké se v daném regionu vyskytují poměrně často. Obec leží v Kačavských horách, severovýchodně od Świerzawy, na jejíž zástavbu prakticky bezprostředně navazuje. Nadmořská výška severní části Kačavských hor se v této oblasti pohybuje od 300 až do necelých 500 metrů.

## Historie
V místě bylo osídlení již ve středověku. Dokladem toho je původně gotická tvrz s hranolovou obytnou věží v místní části Sędziszowa Górna (Ober Röversdorf), která zde vznikla v první polovině 14. století v době kolonizace údolí Kaczawy. Stavitelem tvrze byl pravděpodobně Lupold de Uchtericz, vazal knížete Jindřicha I. Javorského.

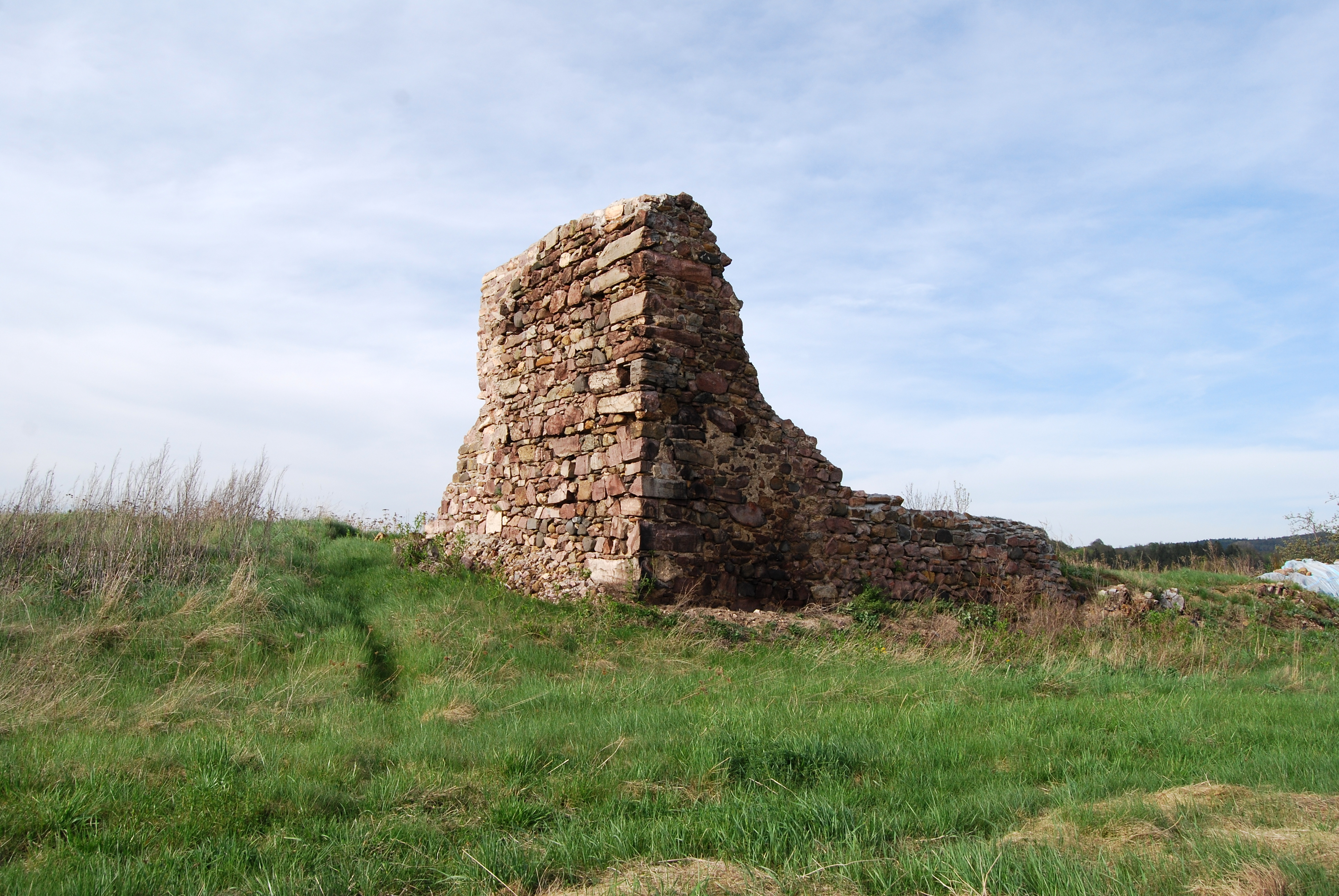
Zbytky zdí románského kostela svaté Kateřiny

Tvrz byla přestavěna v 16. a 17. století a v průběhu 19. století modernizována a doplněna o další prvky, jako je kamenný most se dvěma oblouky, plochá střecha věže a novogotické cimbuří.
Po vysídlení německého obyvatelstva v roce 1945 se obec stala součástí polského Dolního Slezska. V letech 1975 –1998 přináležela Sędziszowa do Jeleniogórského vojvodství.

## Památky
- Kostel svaté Kateřiny (Kościół św. Katarzyny) – zřícenina románského kostela ze 13. století.[3]
- Středověká tvrz – Gotická obytná věž na půdorysu 12,8 × 14,2 metru s dva metry silnými zdmi a se zachovanými původními architektonickými prvky.[2][3]

## Chráněná území a geologické zajímavosti

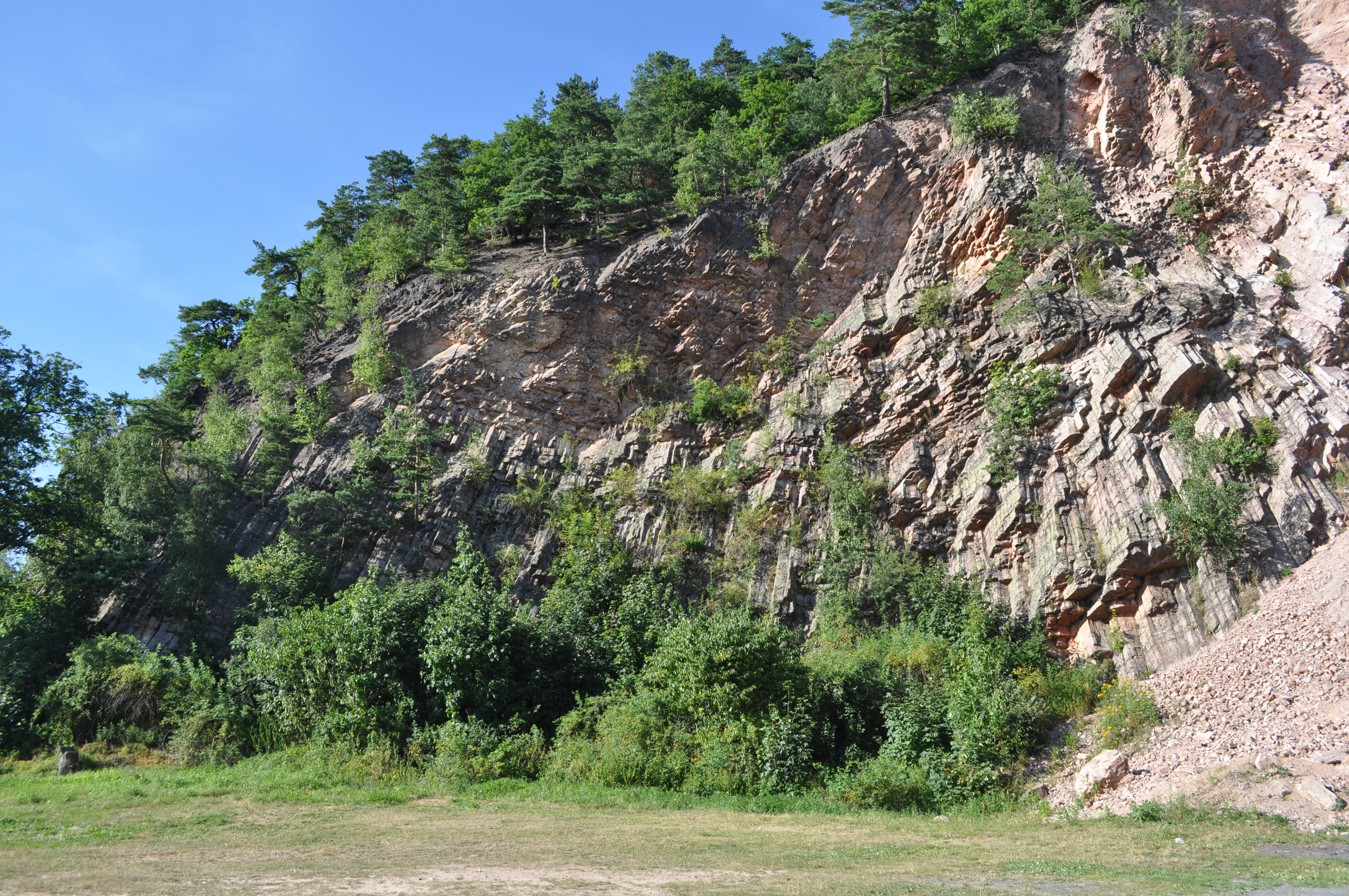
Chráněný přírodní výtvor Wielisławské varhany

Na severním okraji obce, ve svahu vrchu Wielisławka (375 m n. m.) na pravém břehu Kaczawy se nachází chráněný přírodní výtvor Wielisławské varhany (Organy Wielisławskie). Jedná se o opuštěný lom z 19. století, v němž byly těžbou kamene odkryty ryolity s výraznou sloupcovitou odlučností této magmatické horniny, která vznikla během vulkanické činnosti v období spodního permu. Ryolitové sloupce jsou zde uspořádány do tvaru vějíře. Wielisławské varhany jsou zařazeny na seznam lokalit, přes které vede dálková česko-polská naučná stezka Geotrasa sudetská.